# Perdita distans
Perdita distans är en biart som beskrevs av Timberlake 1962. Perdita distans ingår i släktet Perdita och familjen grävbin. Inga underarter finns listade i Catalogue of Life.